# Frans de Waal
Franciscus Bernardus Maria de Waal (Bolduque, Países Bajos; 29 de octubre de 1948-Atlanta, Georgia, Estados Unidos, 14 de marzo de 2024), conocido como Frans de Waal, fue un investigador neerlandés especializado en psicología, primatología y etología. Ostentó la cátedra C. H. Candler en Psicología en la Universidad Emory.

## Estudios
En 1977, de Waal recibió su doctorado en biología de la Universidad de Utrecht, después de su aprendizaje y formación como zoólogo y etólogo. Su tema de investigación y disertación se refirió a la formación agresiva del comportamiento y de la alianza en macacos.

## Carrera profesional
En 1975, el doctor de Waal comenzó un proyecto, que duraría seis años, sobre la colonia más grande del mundo de chimpancés cautivos, en el parque zoológico de Arnhem. El estudio dio lugar a muchos escritos científicos, y a la publicación de su primer libro, Política del chimpancé, en 1982.[cita requerida]
En 1981, se trasladó a los Estados Unidos para una oposición en el centro de investigación nacional del primate de Wisconsin, y comenzó a trabajar en Emory y en el Centro de Investigación Nacional del Primate de Yerkes, en 1991. Su investigación sobre la capacidad natural para empatizar entre primates lo llevó a la conclusión de que los grandes monos y los seres humanos son tipos simplemente diversos de monos, y que hay poca diferencia entre estas especies.
Su libro El mono que llevamos dentro examina el comportamiento humano a través de los ojos de un primatólogo, usando el comportamiento de chimpancés y de bonobos comunes como metáforas para la psicología humana.[cita requerida]
De Waal fue nombrado por la revista Time una de las cien personas más influyentes en el 2007.
También trabaja en el campo de la psicología social, y actualmente está en el comité de redacción de la Editorial Board of Greater Good Magazine, editada por Greater Good Science Center de la Universidad de Berkeley, California. Sus contribuciones incluyen la interpretación e investigación científica de las raíces de la compasión, del altruismo, y de las relaciones humanas pacíficas. Además de ser un contribuidor, de Waal, también escribe una sección sobre empatía y buen compartimiento. También escribe una columna para Psychologie, una popular revista mensual holandesa.
Junto con Jennifer Pokorny ganó el Premio Ig Nobel de Anatomía en 2012.